# Senado de Costa Rica

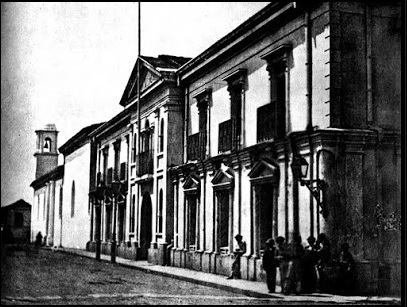
El Senado sesionaba en el Palacio Nacional.

El Senado de Costa Rica fue la cámara alta del Poder Legislativo costarricense según lo prescrito en las constituciones de 1844, 1859, 1869 y 1917. Durante todas estas distintas constituciones el Senado tuvo diferentes características y conformaciones.

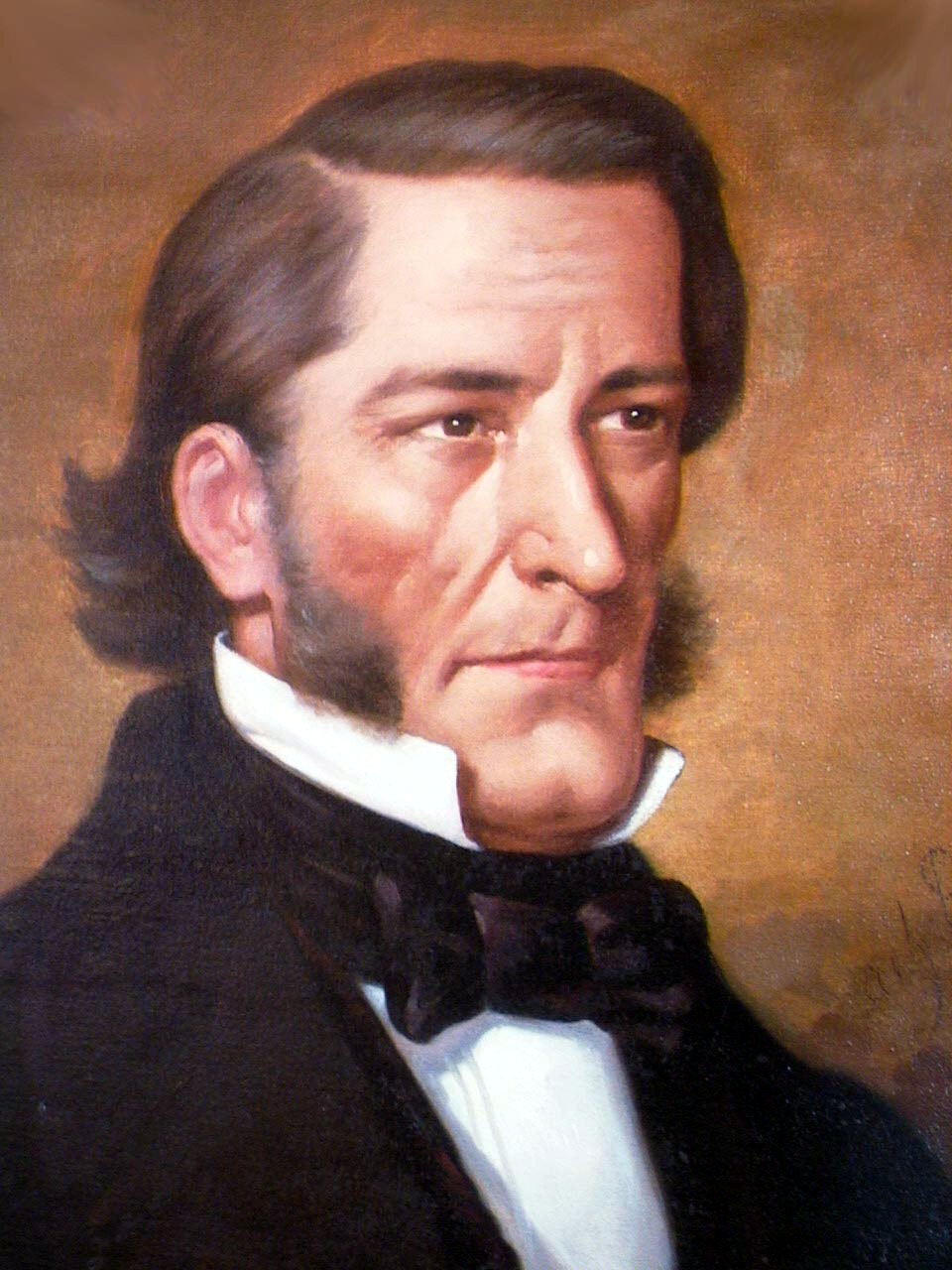
El presidente José Rafael Gallegos Alvarado fue miembro del Senado.

La Constitución de 1844 establecía una Cámara de Senadores de cinco senadores propietarios y sus suplentes que se renovaba por tercios de manera anual con posibilidad de reelección. En la de 1859 los senadores eran diez por provincia que se podían reelegir indefinidamente y que se renovaba cada dos años. Este modelo fue muy similar a la Cámara de Senadores de la Constitución de 1869 la cual establecía 11 senadores por provincia electos por tres años y uno electo por Puntarenas (que aún no era provincia). El período más largo de gestión senatorial lo daba la Constitución de 1917 que era de seis años, renovándose la mitad a los tres años. Se escogía un senador por cada tres diputados provinciales cuyo número era proporcional a la población de la provincia.
Según Eduardo Oconitrillo García, una vez finalizada la Asamblea Constitucional de 1917, y siendo que aún no se habían realizado las elecciones senatoriales y diputadiles que estaban planeadas para 1919, los diputados constituyentes se dividieron de manera tal que los 14 más viejos instauraron provisionalmente el Senado y los 29 más jóvenes la Cámara.

## Requisitos
Sólo la Constitución de 1917 planteaba el derecho a los costarricenses naturalizados de ser senadores, las demás exigían como requisito ser costarricense de nacimiento. En todas era requisito ser mayor de 44 años, excepto en la de 1844 que el requisito era ser mayor de 35. Todas exigían pertenecer al Estado seglar (no ser sacerdote católico). La de 1917 además exigía ser propietario o poseedor de una renta no menor a mil colones. En todas las constituciones los senadores obtenían fuero parlamentario por lo que recibían inmunidad salvo por actos criminales fragantes, si bien el grado de inmunidad variaba de una constitución a otra desde la plena hasta solo por lo civil y durante el tiempo que estuviera en sesiones. Dicho fuero también podía ser retirado por el Congreso.

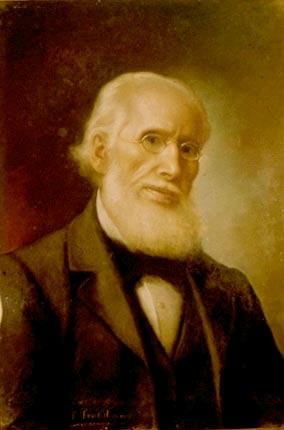
El historiador Francisco María Iglesias Llorente fue miembro del Senado.

## Potestades del Senado
Las potestades del Senado variaban de una constitución a otra, sin embargo en la mayoría tenía preeminencia sobre la cámara baja. La de 1917 prescribía que cuando ambas cámaras sesionaran en conjunto el presidente del Senado presidiría la sesión. 
Todas las constituciones le daban al Senado poder de iniciativa de ley al lado de la Cámara baja. De estas solo la de 1844 plantea que el Congreso es el único con iniciativa de ley, pues las demás amplían esta potestad al Ejecutivo.

## Presidente de la Cámara de Senadores
Los presidentes de la Cámara de Senadores fueron: 
| Presidente | Presidente                        | Periodo                       | Partido    |
| ---------- | --------------------------------- | ----------------------------- | ---------- |
|            | Rafael Moya Murillo               | 1844                          | Liberal    |
|            | José Rafael Gallegos Alvarado     | 1845                          | Monárquico |
|            | Juan Mora Fernández               | 1846                          | Liberal    |
|            | Manuel José Carazo Bonilla        | 1860-1861                     | Liberal    |
|            | Rafael Ramírez Hidalgo            | 1861-1862                     | Liberal    |
|            | Manuel José Carazo Bonilla        | 1862-1863                     | Liberal    |
|            | José María Montealegre Fernández  | 1863                          | Liberal    |
|            | Joaquin Bernardo Calvo Rosales    | 1864-1865                     | Liberal    |
|            | José María Montealegre Fernández  | 1867-1868 1866-1867 1865-1866 | Liberal    |
|            | Francisco María Iglesias Llorente | 1868                          | Liberal    |
|            | Manuel Antonio Bonilla Nava       | 1869-1870                     | Liberal    |

Durante el breve lapso de dos años en que funcionó la Constitución de 1917 en que se implementó un congreso bicameral, los presidentes del Senado fueron:
| Presidente | Presidente             | Periodo   | Partido |
| ---------- | ---------------------- | --------- | ------- |
|            | Daniel Nuñez Gutiérrez | 1917–1918 | PP      |
|            | Rafael Calderón Muñoz  | 1918–1919 | PP      |
|            | José Astúa Aguilar     | 1919      | PP      |